# 보호무역

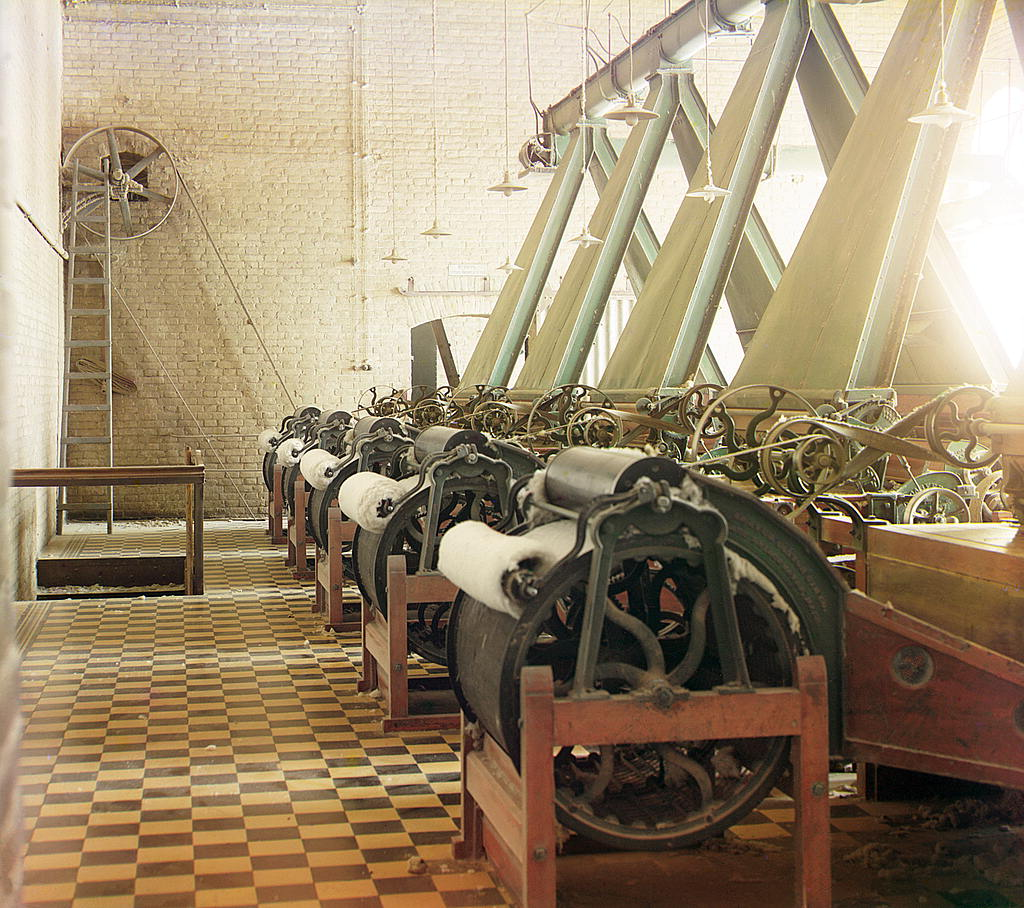
20세기 초 방직공장의 모습, 미국은 19세기 동안 자국의 공업을 위해 높은 관세를 유지하는 보호무역 정책을 실시하였다.

보호무역(保護貿易)은 자국의 산업을 보호하기 위해 국제 무역에 정부가 개입하는 무역 제도이다. 재화, 용역 등 교역되는 상품에 대해 관세, 특별소비세와 같은 세금을 부과 하여 수입품의 가격을 올리거나, 수입량을 제한하는 수입 할당제 또는 특정 품목의 수입을 제한하는 방법과 같은 비관세 장벽 등이 보호무역을 위한 정부의 정책이 될 수 있다.

## 개요
보호무역 정책은 주로 한 국가가 육성하고자 하는 유치 산업이 국제 무역에서 경쟁력이 없을 때 시행되는 정부의 무역 정책이다. 독일의 경제학자 프리드리히 리스트는 19세기 중반 독일의 경제 발전을 위해서는 보호무역 정책을 실현해야 한다고 역설하였다.
| “ | 사다리를 타고 정상에 오른 사람이 그 사다리를 걷어차 버리는 것은 다른 이들이 그 뒤를 이어 정상에 오를 수 있는 수단을 빼앗아 버리는 행위로, 매우 잘 알려진 교활한 방법이다. …… 보호 관세와 항해 규제를 통해 다른 국가들이 감히 경쟁에 나설 수 없을 정도로 산업과 운송업을 발전시킨 국가의 입장에서는 정작 자신이 딛고 올라온 사다리(정책,제도)는 치워 버리고 다른 국가들에게는 자유 무역의 장점을 강조하면서, 지금까지 자신이 잘못된 길을 걸어왔다고 …… 참회하는 어조로 선언하는 것보다 현명한 일은 없을 것이다. | ” |
|   | — 프리드리히 리스트, 《정치경제의 국민적 체계》, 장하준의 《사다리 걷어차기》에서 재인용 |   |

보호무역을 위해 정부가 실시하는 일반적인 방법은 다음과 같다.
- 관세: 수입품에 대하여 일정한 관세를 부과하면 국내 시장에서 가격 상승을 가져와 수입 억제 효과를 볼 수 있다. 이러한 수입 억제를 관세 장벽이라 한다.
- 비관세 장벽: 관세 이외의 방법으로 수입을 억제하는 것을 비관세 장벽이라 한다.
  - 수입 허가제: 수입하는 품목에 제한을 두어 특정 상품의 수입을 금지시키거나 제한하는 방법이다.
  - 수입 할당제: 특정 상품의 수입량을 제한하는 방법이다.
  - 수입 과징금: 수입품에 대해 관세 이외의 일정액을 추가적으로 부담하게 하는 것이다.
  - 수입 담보금: 수입업자가 수입신청액의 일정 비율을 은행에 적립하도록 하는 것이다.
  - 수출입 링크제: 가공 후 다시 수출할 것을 전제로 원자재의 수입을 허가하는 제도이다.
  - 국영 무역: 특정 상품의 수입 권한을 정부가 독점하는 것이다. 정부 이외에는 수입할 수 없으므로 국영 무역을 통한 수입량과 가격을 정부가 결정할 수 있다.

## 비판
19세기 고전경제학자들은 영국의 곡물법에 의한 곡물 수입 제한에 대해 비교 우위론을 들어 비판하였다. 20세기의 신고전경제학과 신자유주의 역시 보호무역이 세계 경제에 악영향을 준다고 비판하였다.

## 참고 문헌
- 김대식 외, 《현대 경제학 원론》,제11편 국제경제이론, 박영사, ISBN 89-7189-483-0
- 장하준(2002). 《사다리 걷어차기》: 선진국들의 성장 신화 속에 숨겨진 은밀한 역사, 부키, ISBN 978-89-85989-69-5.

## 같이 보기
- 자유무역